# Sitarice
Sitarice (en serbe cyrillique : Ситарице) est un village de Serbie situé sur le territoire de la Ville de Valjevo, district de Kolubara. Au recensement de 2011, il comptait 141 habitants.

## Géographie
Sitarice est situé sur les pentes des monts Medvednik. 

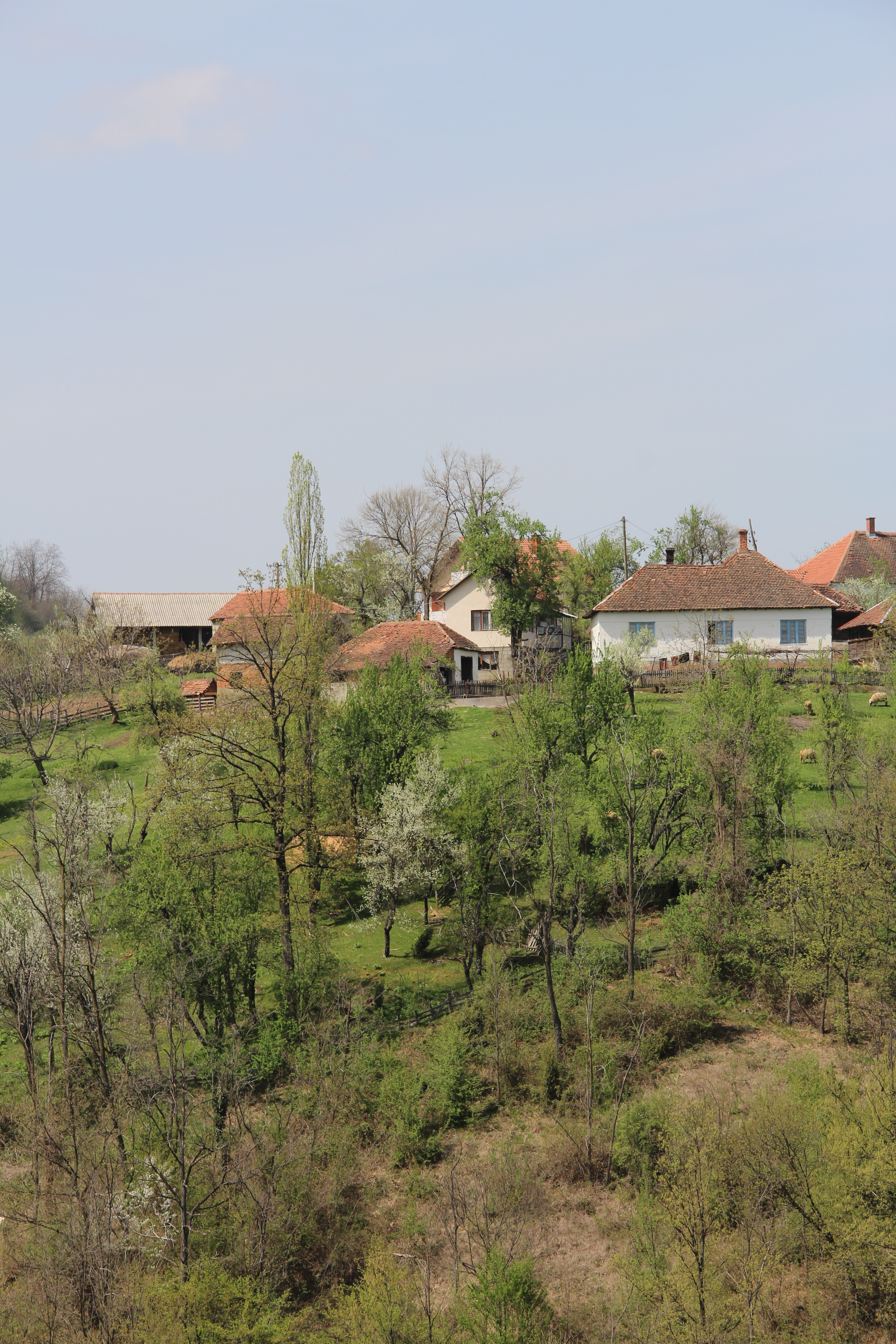
Sitarice - panorama
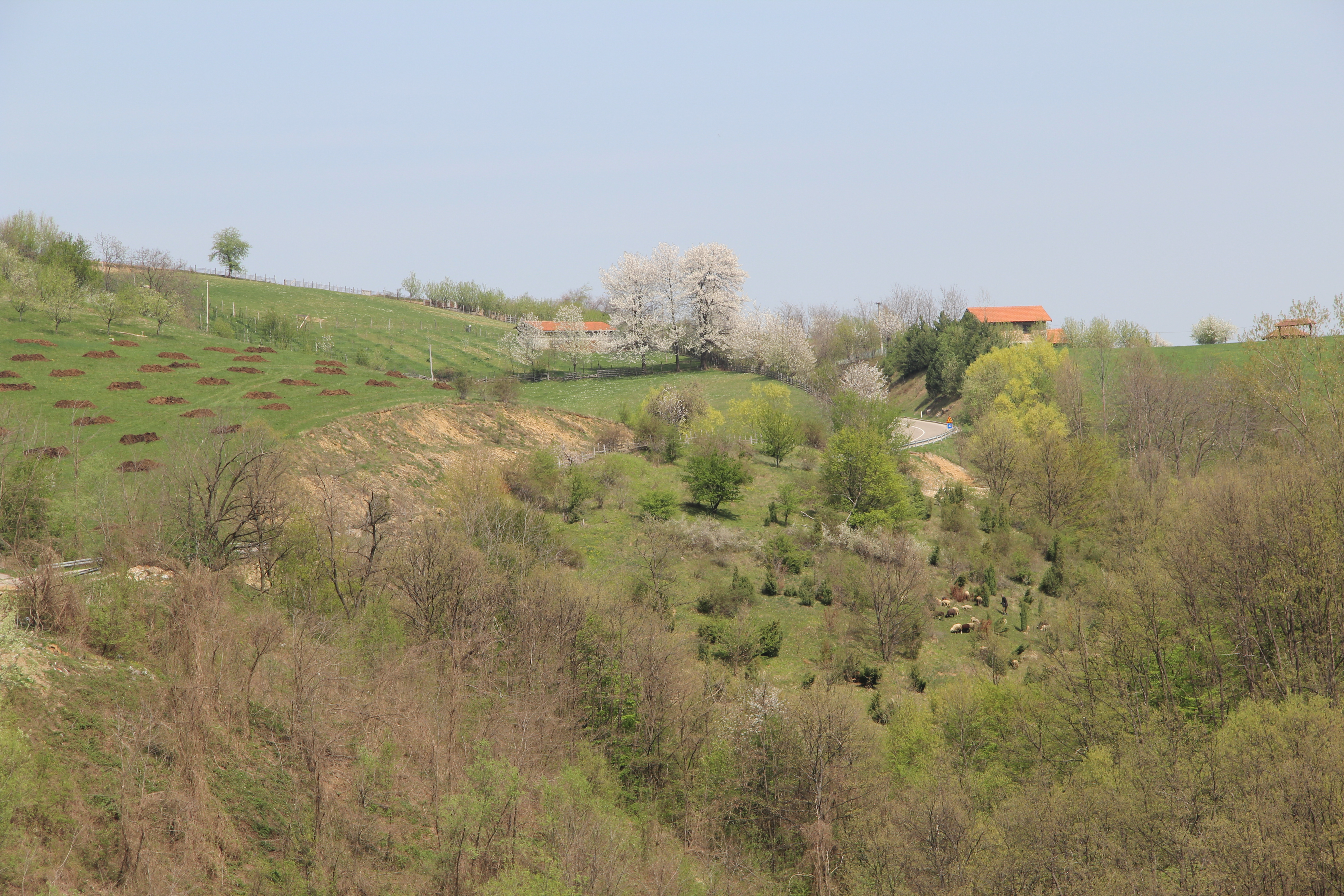
Sitarice - panorama
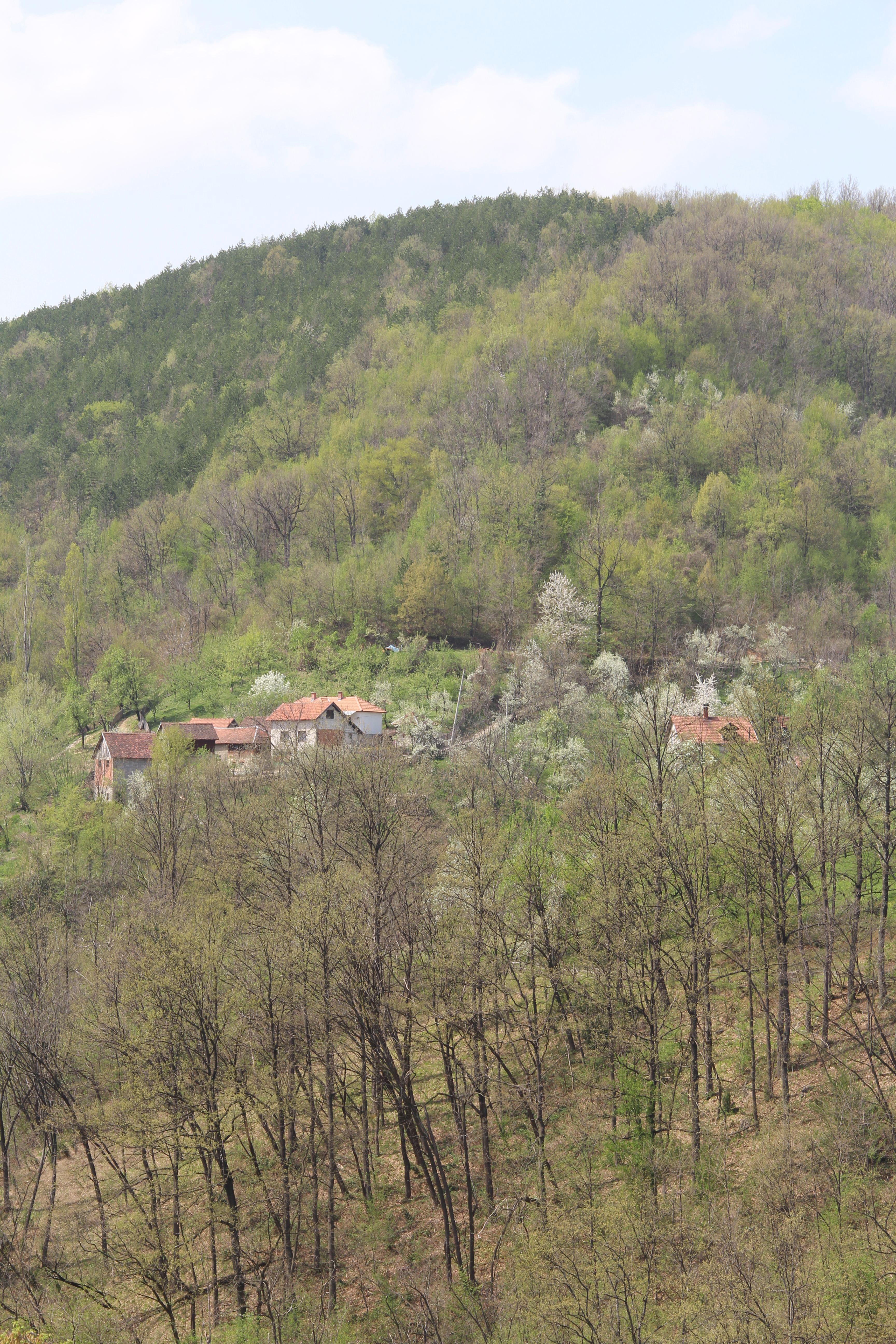
Sitarice - panorama
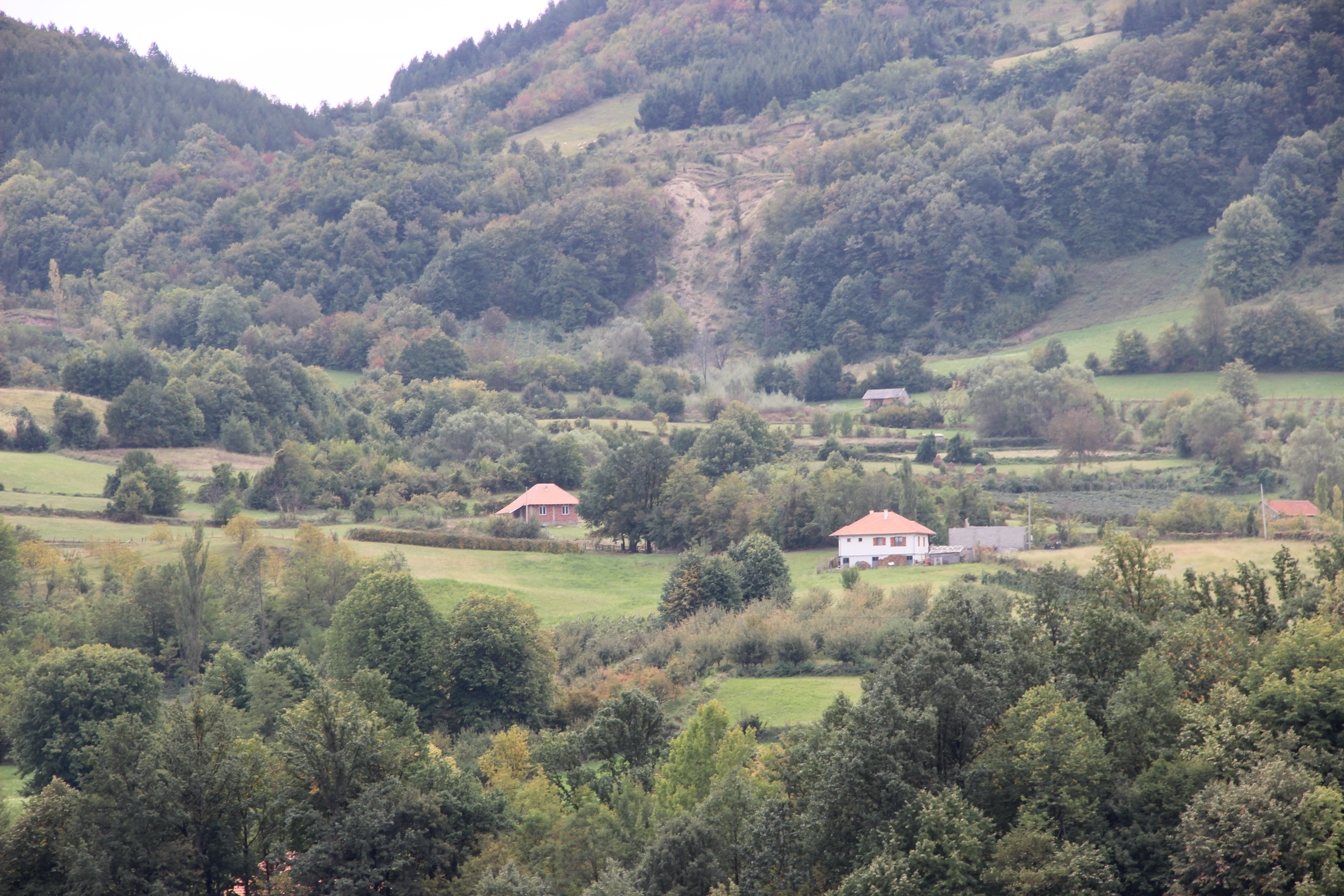
Sitarice - panorama
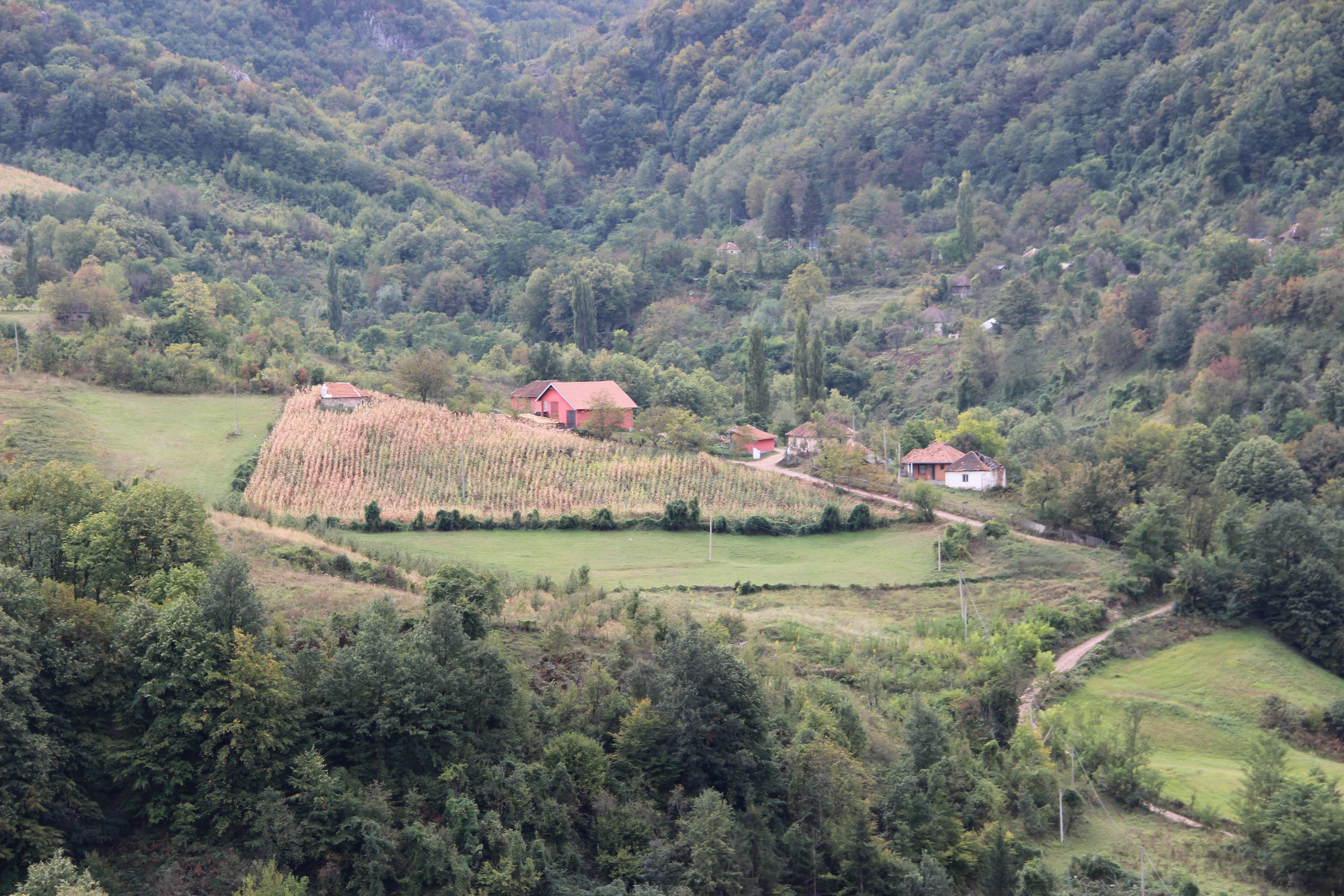
Sitarice - panorama
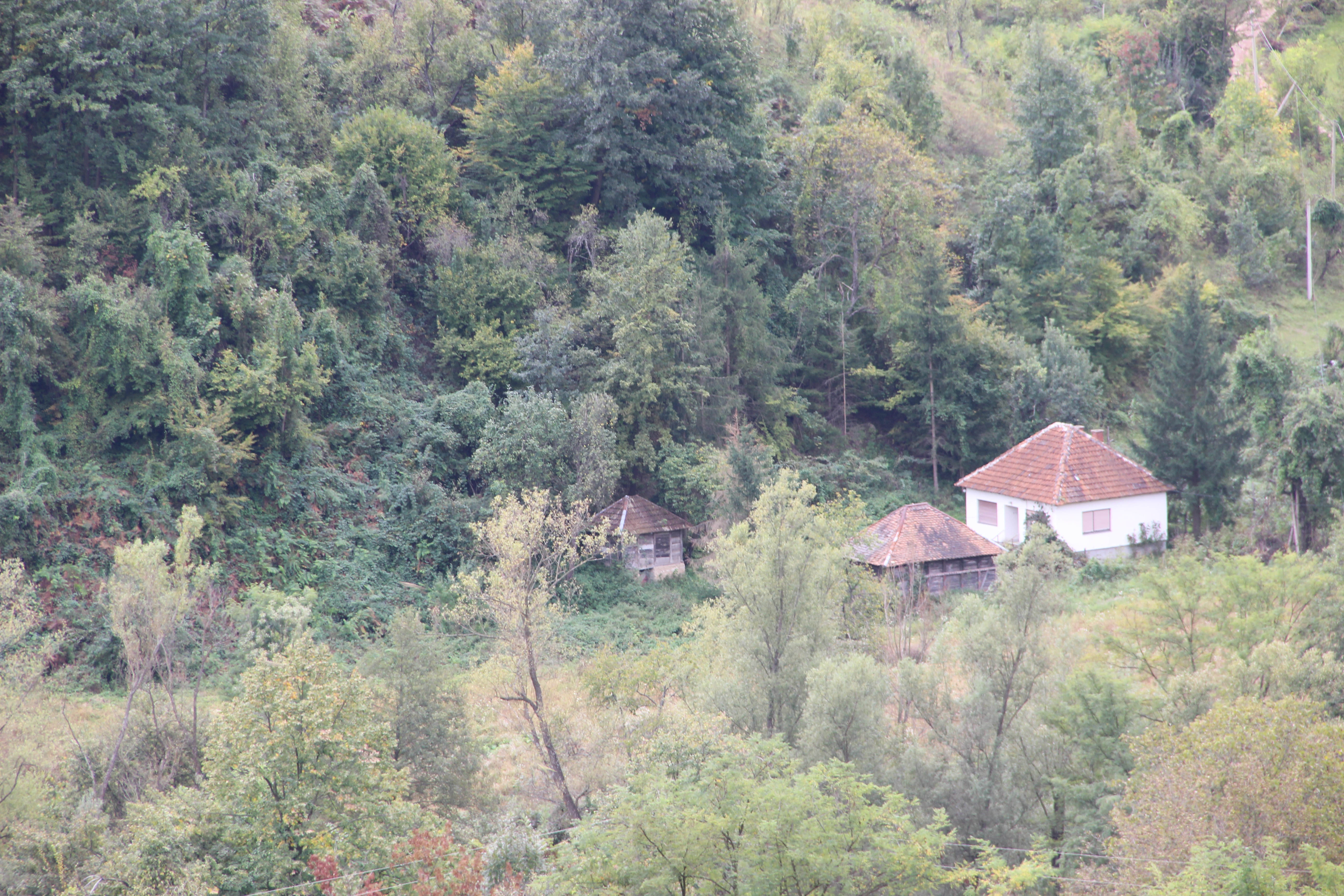
Sitarice - panorama
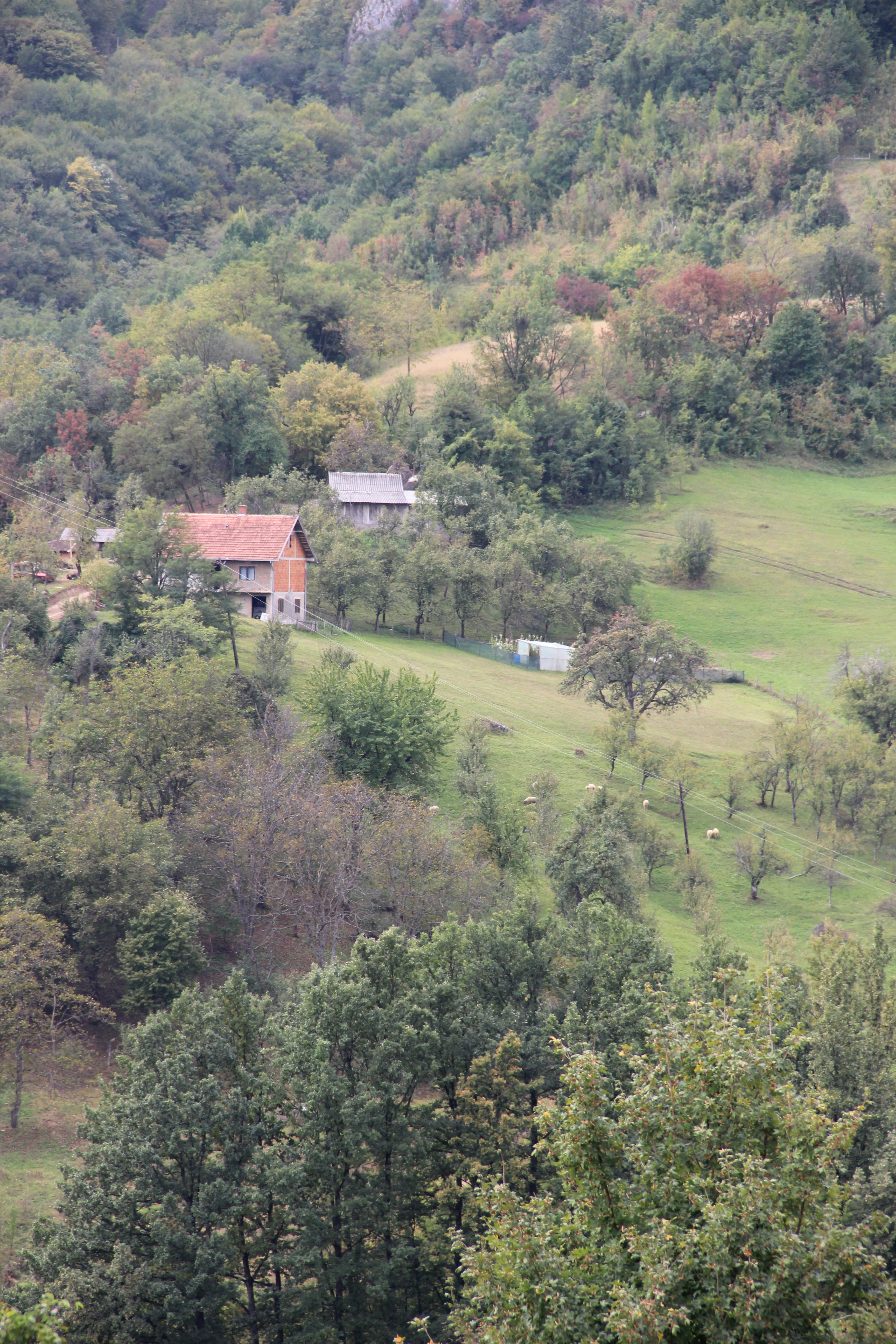
Sitarice - panorama
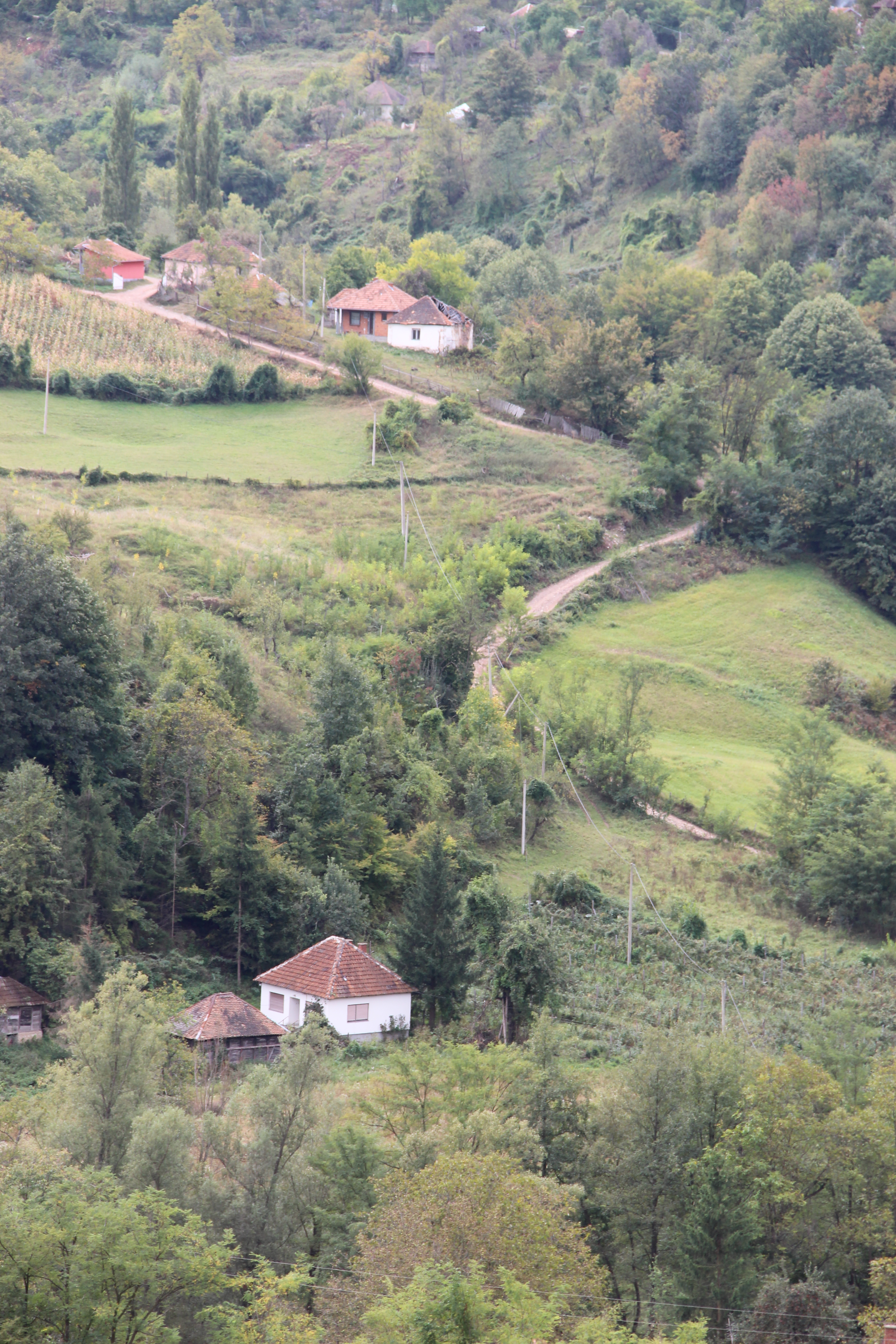
Sitarice - panorama
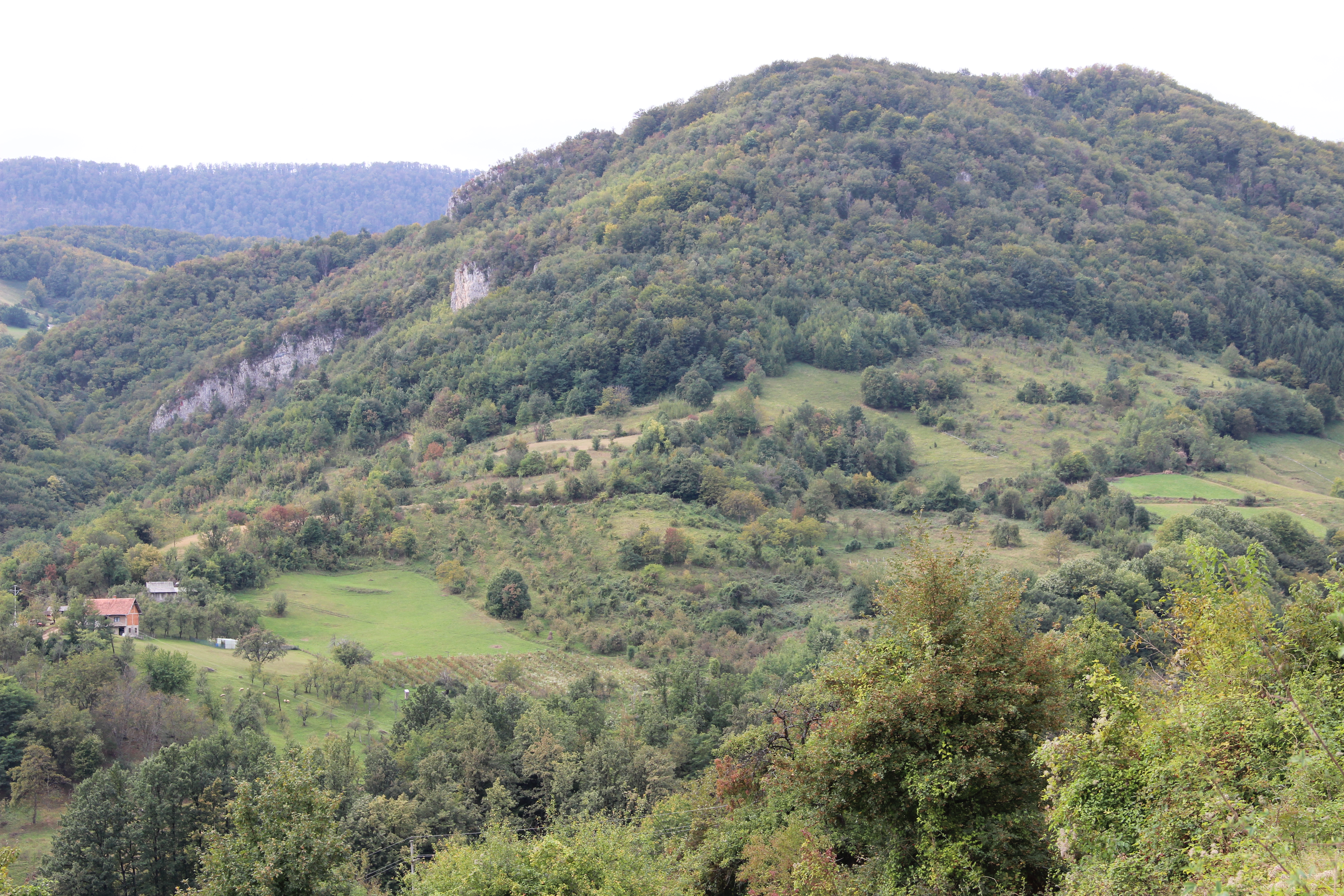
Sitarice - panorama

## Démographie
| 1948 | 1953 | 1961 | 1971 | 1981 | 1991 | 2002 | 2011 |
| ---- | ---- | ---- | ---- | ---- | ---- | ---- | ---- |
| 379  | 398  | 367  | 294  | 253  | 205  | 178  | 141  |

|  |